# 꽃개회나무
꽃개회나무(Syringa wolfii)는 물푸레나무과에 딸린 갈잎떨기나무이다.

## 생태
한국에서는 경상도, 강원도 이북의 깊은 산 중턱 이상에서 나며, 높이 4-6m이다. 향기가 좋다. 잎은 타원형, 양 끝이 뾰족하고, 길이 10-16cm, 뒷면에 잔털이 있고, 가장자리에 톱니가 없으며, 털이 있다. 꽃은 햇가지 끝에 길이 20-30cm의 원추꽃차례로 달리고, 연한 자홍색, 지름 10mm, 길이 15-18mm이다. 열매는 삭과로 뾰족하고, 광택이 난다. 수수꽃다리와 비슷하나, 잎이 긴 타원형으로 잎이 나온 뒤에 개화하는 것이 특징이다.

## 참고 문헌
- 이 문서에는 다음커뮤니케이션(현 카카오)에서 GFDL 또는 CC-SA 라이선스로 배포한 글로벌 세계대백과사전의 내용을 기초로 작성된 글이 포함되어 있습니다.